# Murazzano
Murazzano é uma comuna italiana da região do Piemonte, província de Cuneo, com cerca de 856 habitantes. Estende-se por uma área de 27 km², tendo uma densidade populacional de 32 hab/km². Faz fronteira com Belvedere Langhe, Bonvicino, Bossolasco, Clavesana, Igliano, Marsaglia, Mombarcaro, Paroldo, San Benedetto Belbo, Torresina.

## Demografia
| Variação demográfica do município entre 1861 e 2011                               |
|                                                                                   |
| Fonte: Istituto Nazionale di Statistica (ISTAT) - Elaboração gráfica da Wikipedia |